# ميسور
ميسور هي مدينة مغربية وجماعة ذات طابع حضري، وعاصمة إقليم بولمان بجهة فاس مكناس. يبلغ عدد سكان المدينة 25.486 نسمة حسب الإحصاء العام للسكن والسكنى لسنة 2014. تضم هذه المدينة أكبر محمية في العالم للحفاظ على طائر الحبارى.

## أصل التسمية
تتعدد التأويلات بشأن أصل تسمية مدينة ميسور، حيث هناك من يرجعها إلى الوفرة والكثرة، نظرا لوفرة الماء في المنطقة قديما، وهناك من ينسب االتسمية إلى أحد الأمازيغ السبع الذين توجهوا لزيارة الرسول صلى الله عليه وسلم، وإسمه “يعلى بن واطن بن مسكر”، وهناك من ينسب التسمية إلى “ميسرة المدغري”، الذي طوع بلاد ملوية خلال القرن الثاني الهجري، وهو أحد رواد الخوارج الصفرية. كما يوجد من ينسب التسمية إلى “ميسور الخصي”، القائد العسكري خلال الحكم الفاطمي بالغرب الإسلامي، خلال القرن الرابع الهجري. 

## التاريخ
أشار القس شارل دوفوكو أن ميسور لم تكن خاضعة للدولة المغربية نهاية القرن 19، حيث كانت تسير شؤونها بنفسها وفق نظام قبلي ضم عددا من القصور والدواوير والقصبات على ضافاف وادي ملوية وروافده. أما التأسيس الفعلي لمدينة ميسوريرجع إلى عشرينيات القرن 20 على يد المعمر الفرنسي.

## الجغرافيا

### الموقع
تنتمي المدينة إداريا إلى إقليم بولمان، وتحيط بها جماعة سيدي بوطيب من جميع الجهات. تمر عبر مدينة ميسور الطريق الوطنية رقم 15 الرابطة بين الراشيدية ومليلية. تبعد مدينة ميسور عن فاس بحوالي 200 كلم وعن ميدلت ب 90 كلم. تناهز مساحتها 18 كلم²

### التضاريس
تقع مدينة ميسور ضمن حوض نهر ملوية بين الأطلس المتوسط والأطلس الكبير الشرقيين. 

### المناخ
تقع المدينة في منطقة شبه صحراوي. تتميز بمناخ قاري شديد البرودة شتاء، وشديد الحرارة صيفا. تعلو عن سطح البحر ب900متر.

## السكان
يبلغ عدد سكان المدينة 25.486 نسمة حسب الإحصاء العام للسكن والسكنى لسنة 2014، يتوزعون على 5.923 أسرة، بمعدل كثافة سكانية 1.817 نسمة/كلم2. نسبة النشاط في المدينة تصل إلى 44.76 في المائة، ونسبة الفقر 5.55 في المائة. تبلغ نسبة التمدرس في المدينة 97.59 في المائة، ونسبة الأمية 23.37 في المائة. 85.98 في المائة من الأسر في المدينة يتوفرون على الماء الصالح للشرب، و84.99 يتوفرون على الكهرباء، و78.50 يتوفرون على نظام الصرف الصحي. و26.63 في المائة من الأسر تتوفر على الإنترنت، و19.29 في المائة من الأسر يتوفرون على سيارة سياحية خاصة.

## الاقتصاد[بحاجة لمصدر]

### الفلاحة
تعتبر الزراعتا المسقية نشاطا اقتصاديا مهما بالمنطة بالقرى المحيطة بالمدينة على طول نهر ملوية، خاصة الحبوب والخضروات والزيتون واللوز والفواكه، كما تمارس في المنطقة تربية المواشي من أجل تزويد المدينة اللحوم والألبان.

### التجارة والخدمات والصناعة
تمارس في المدينة تجار نصف الجملة والتقسيط، وتتوفر على واحد من أهم الأسواق الأسبوعية في المنطقة. تتواجد بالمدنية العديد من المصالح الإدارية مثل العمالة،والوكالات والمديريات المختلفة. تتوفر المدينة على 19 تعاونية صناعية.

### السياحة والنقل
تتوفر المدينة على 4 فنادق، واحد من بينها مصنف من فئة 3 نجوم . تتوفر المدينة على سيارات الأجرة الكبيرة والصغيرة في اللون الأحمر، ومحطة طرقية للحافلات.

## البنية التحتية

### الطرقات
- طريق جهوية بين ميسور وتالسينت
- طريق إقليمية بين ميسور وبولمان
- طريق إقليمية بين ميسور وإموزار مرموشة
- طريق جماعية بين ميسور وسيدي بوطيب [5]

### التعليم
- 8 مدارس إبتدائية
- 2 مؤسسات للتعليم الثانوي التأهيلي
- 3 مؤسسات للتعليم الثانوي الإعدادي
- 2 مؤسسات للتكوين المهني
- داخلية [5]

## مركز الإمارات لتنمية الحياة الفطرية
يعتبر مركز الإمارات لتنمية الحياة الفطرية بمدينة ميسور، أكبر محمية عالمية للحفاظ على طائر الحبارى المهدد بالانقراض. جاء إحداث هذا المركز تفعيلا للمبادرة التي أطلقها المغفور له الشيخ زايد بن سلطان آل نهيان والتي تسعى إلى استعادة الأنواع المهددة بالانقراض وتحقيق التنمية المستدامة· يعد هذا المركز من أنجح البرامج العالمية للحفاظ على طائر الحبارى، ويمتد على مساحة تزيد عن 40 ألف كليومتر مربع شرق المغرب، ويستخدم أحدث الابتكارات العلمية لتربية وإكثار الحبارى وتهيئتها للتأقلم مع البيئة الخارجية وإطلاقها بعد ذلك إلى الحياة البرية، ومتابعة تحركاتها ودراسة سلوكها في بيئاتها الطبيعية. تضم محطة ميسور، منشآت للإكثار تحوي ثلاثة آلاف قفص وتتسع لأكثر من ألفي طائر وهي مجهزة لمرحلة ما قبل إطلاق الطيور في البرية كما تضم مكانا للحضانة والتفقيس.

## معرض الصور

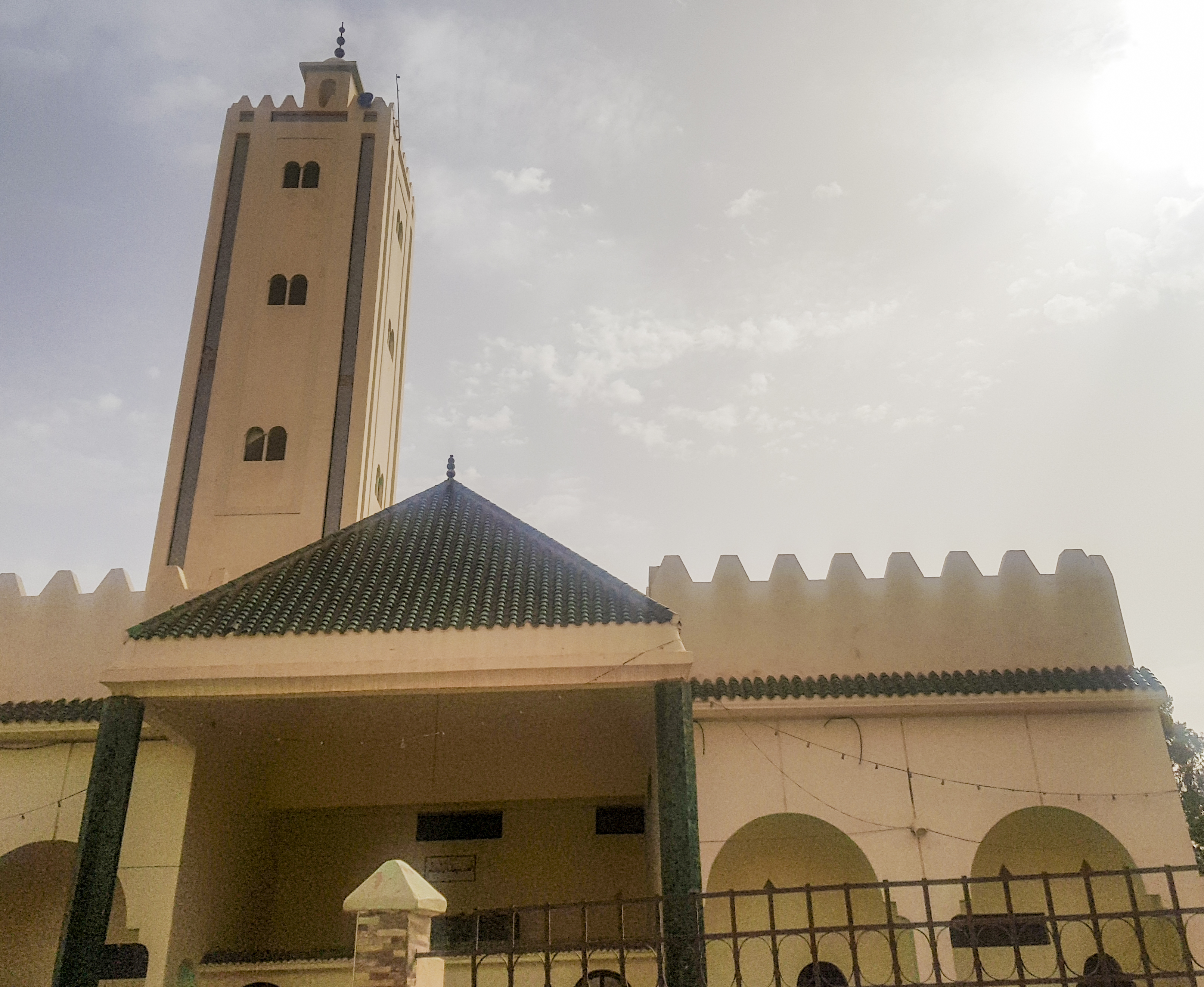
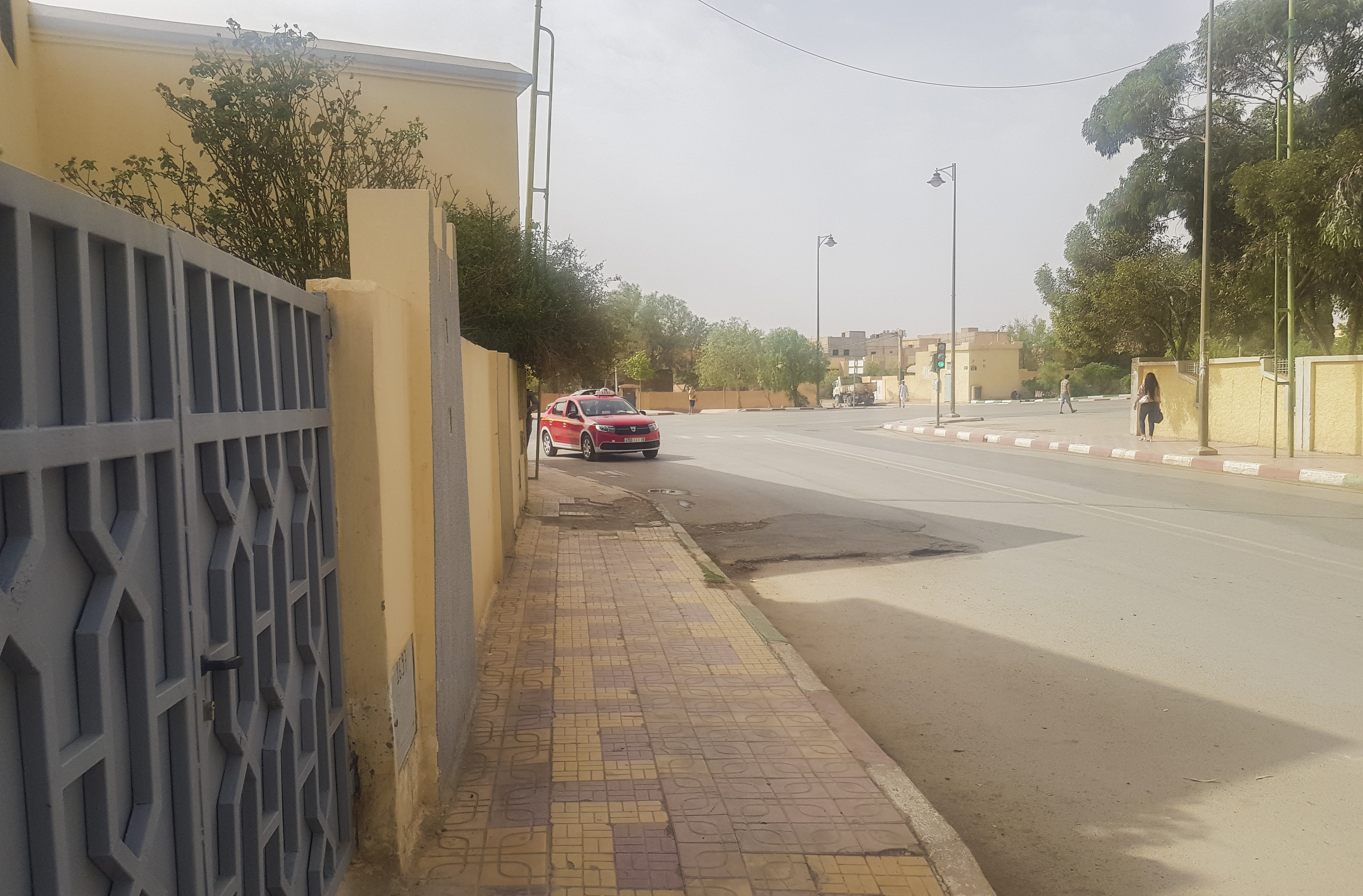
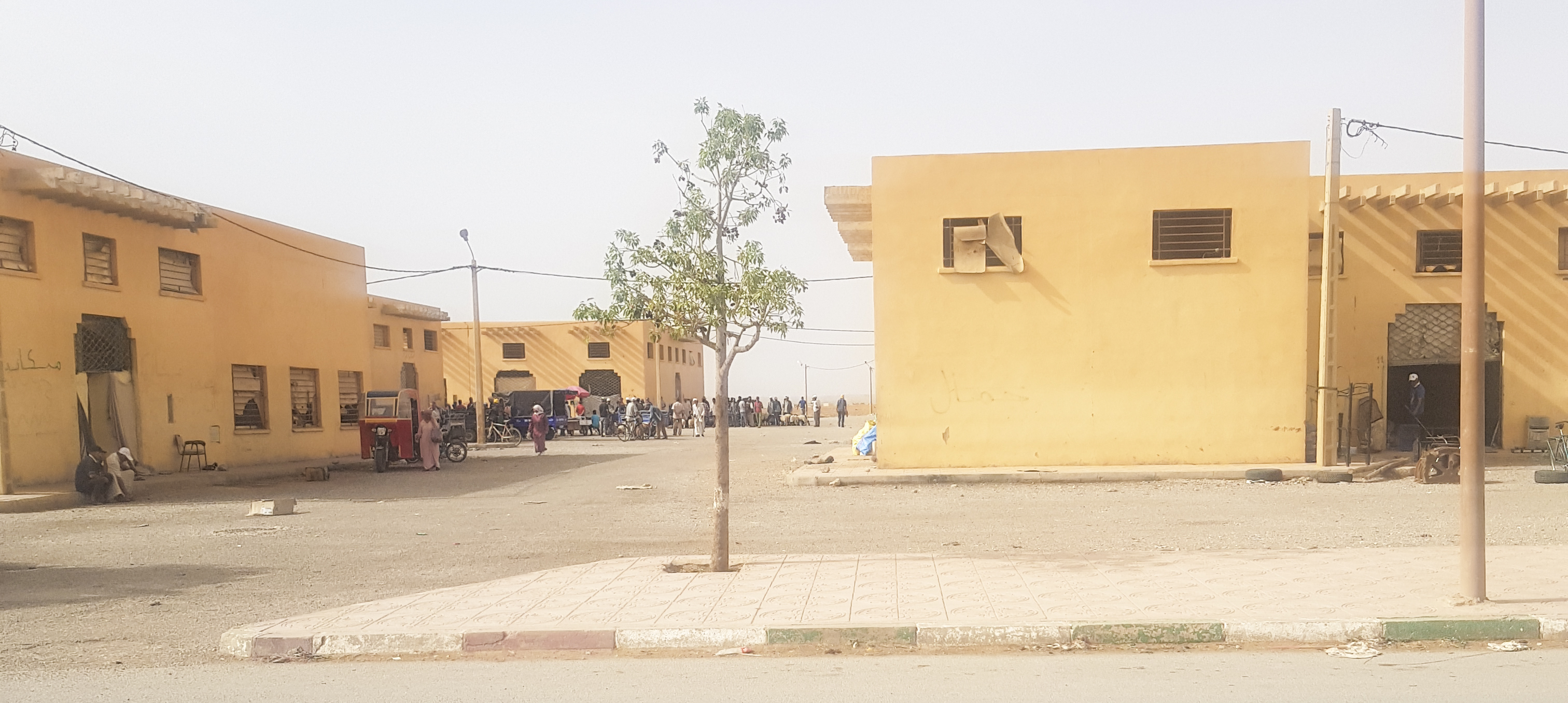
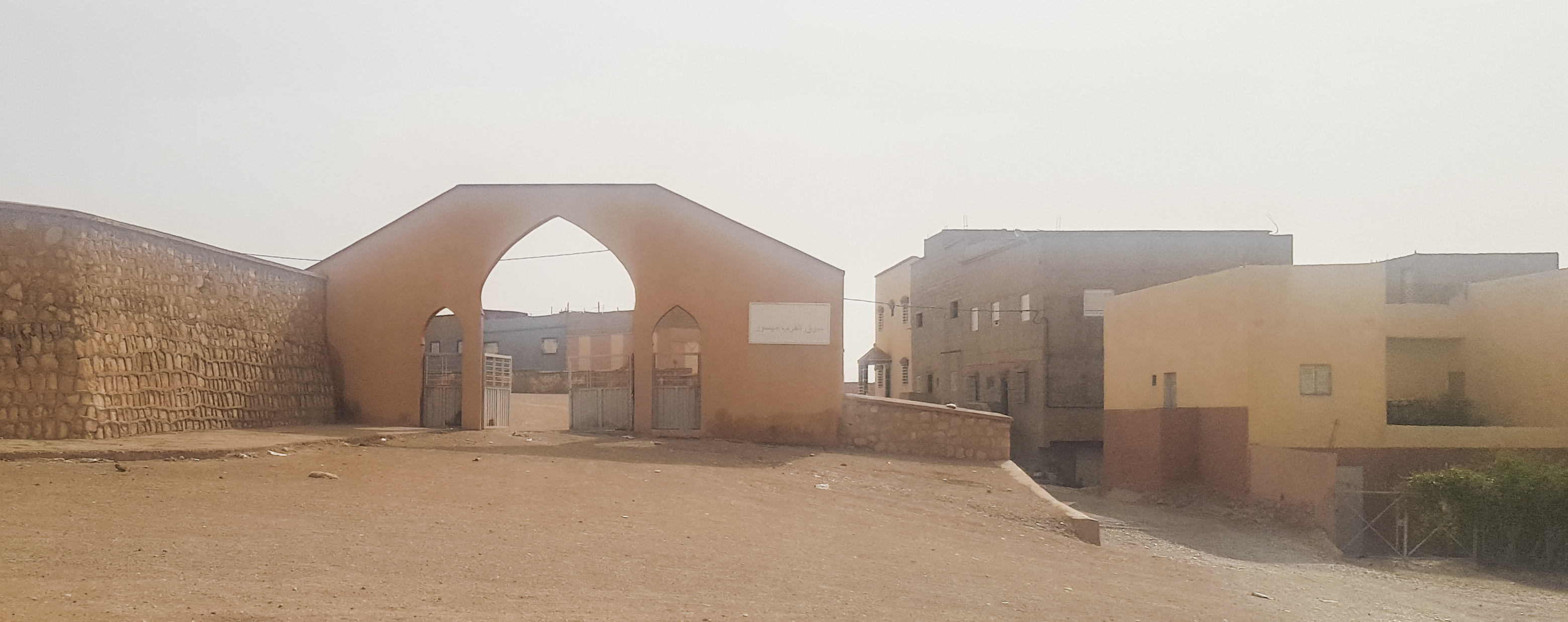
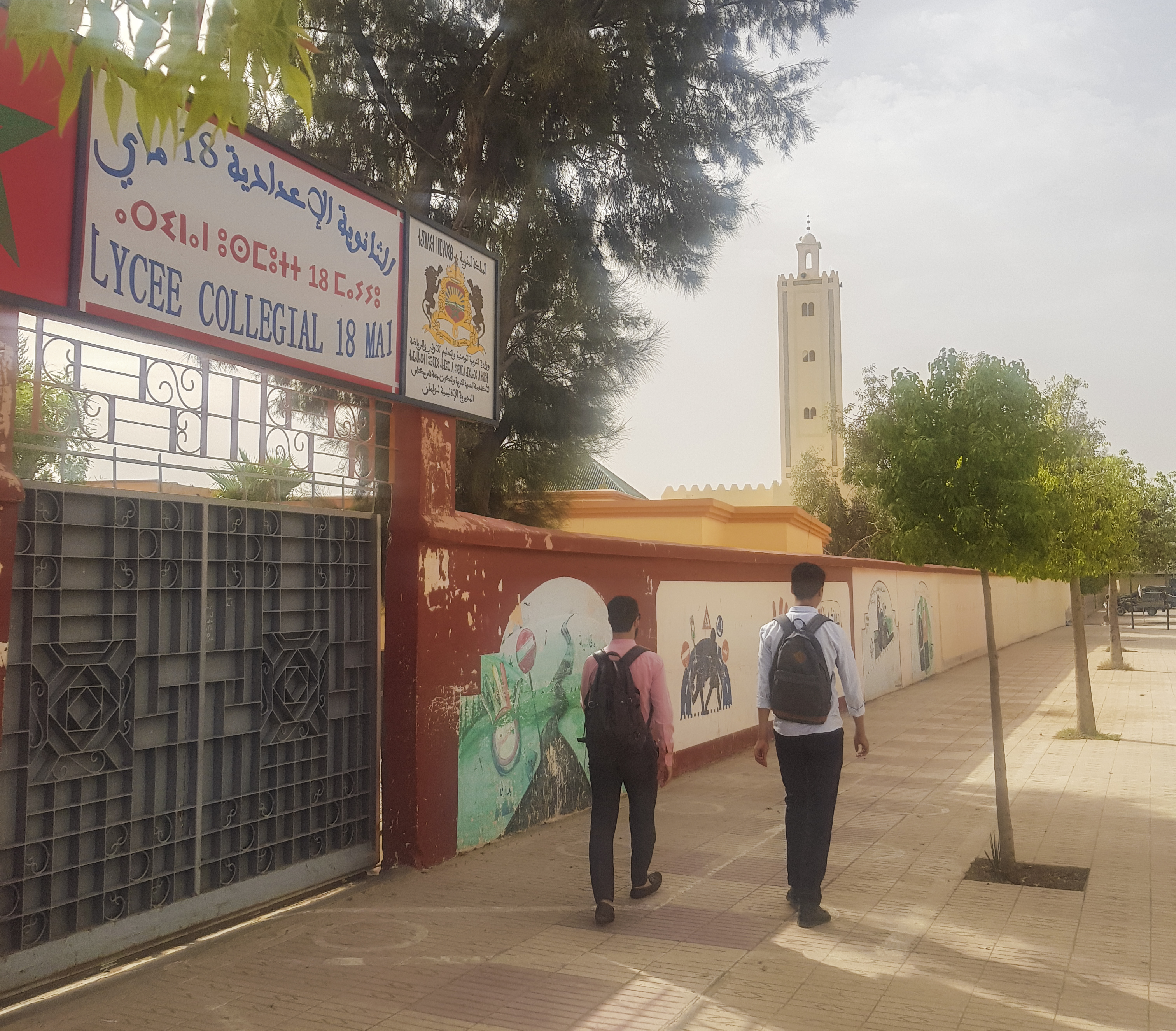
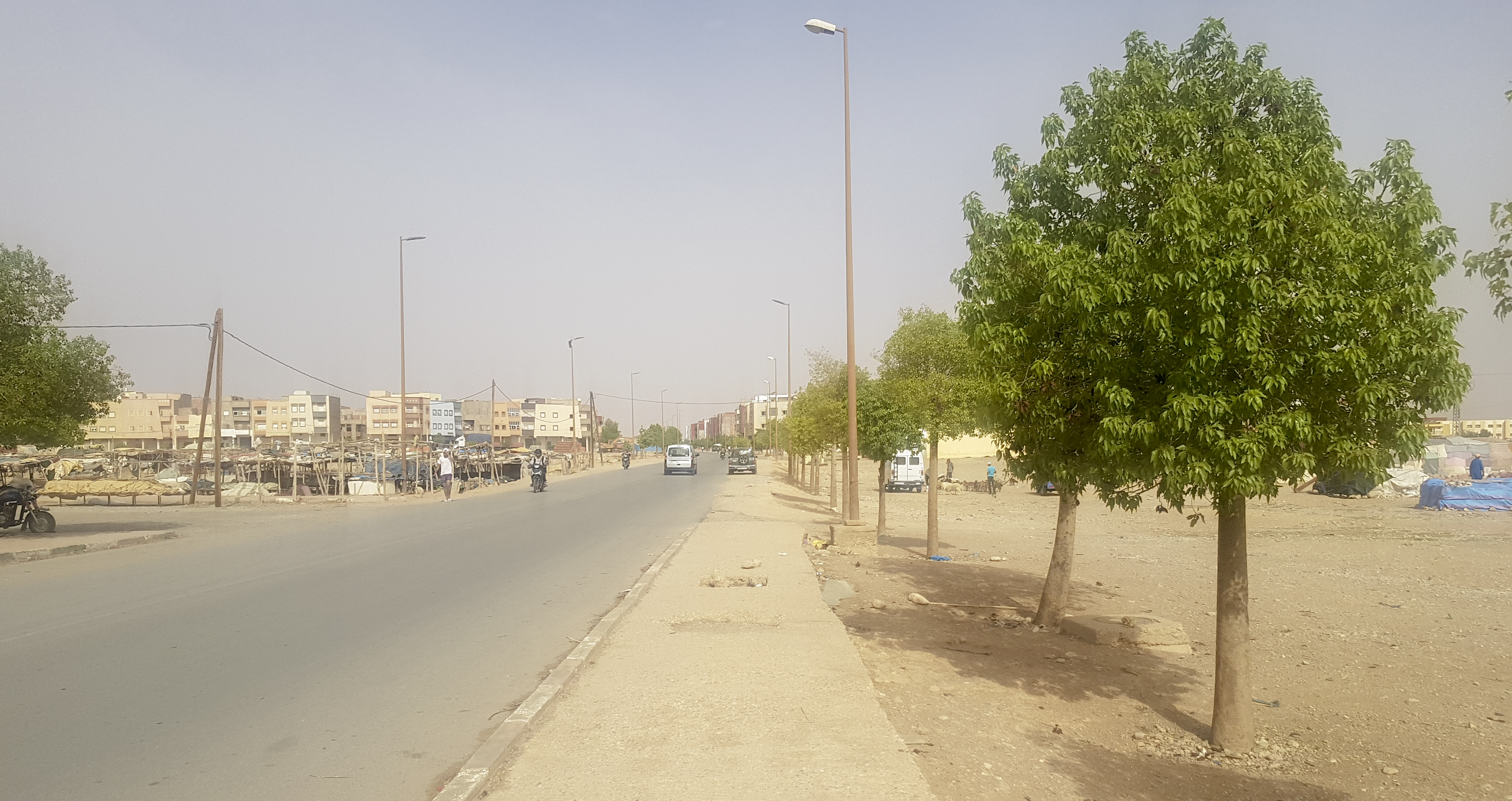
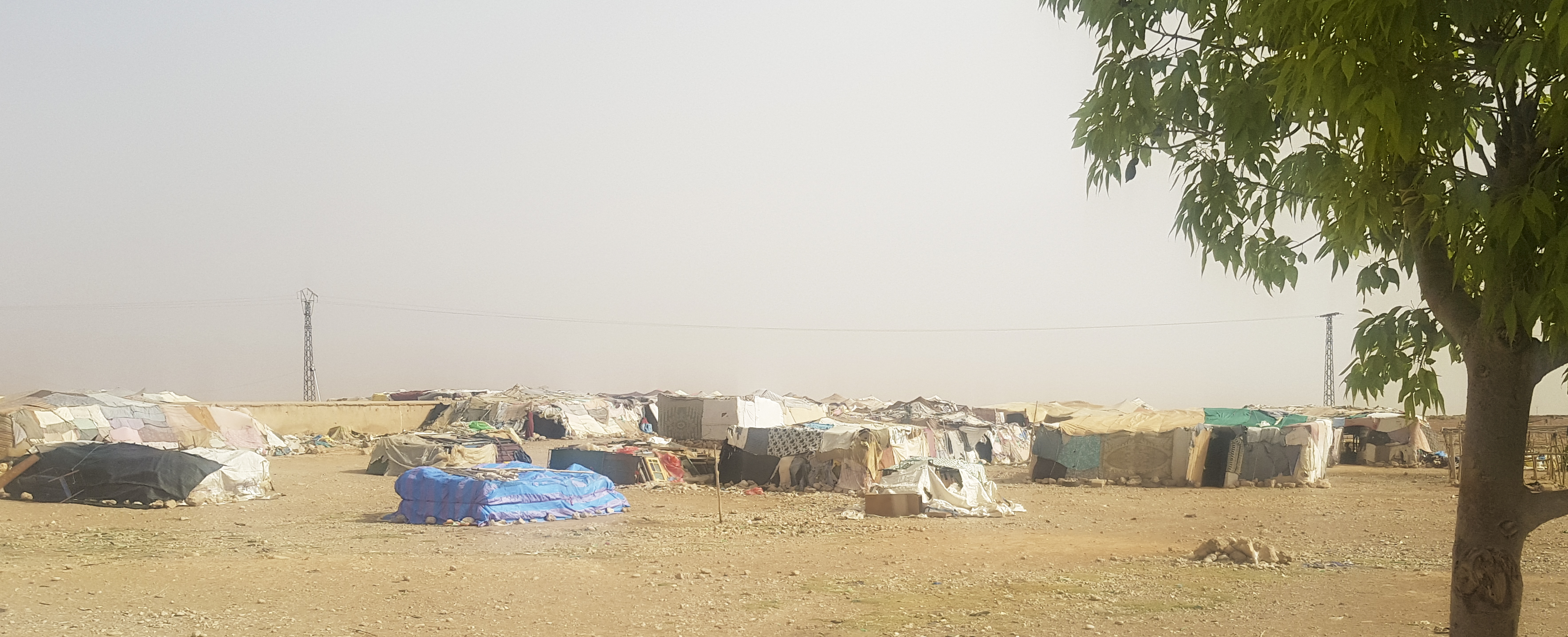
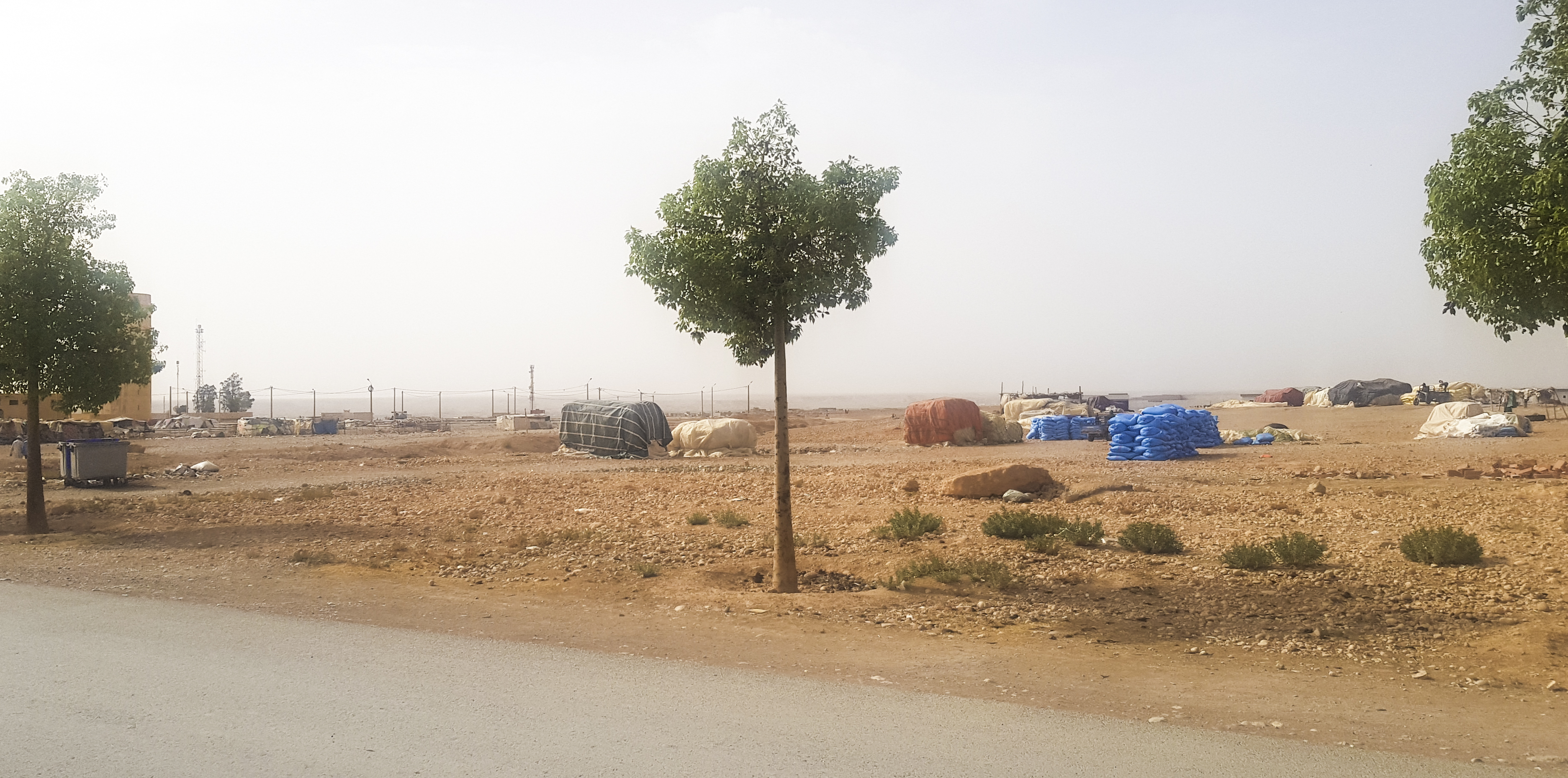
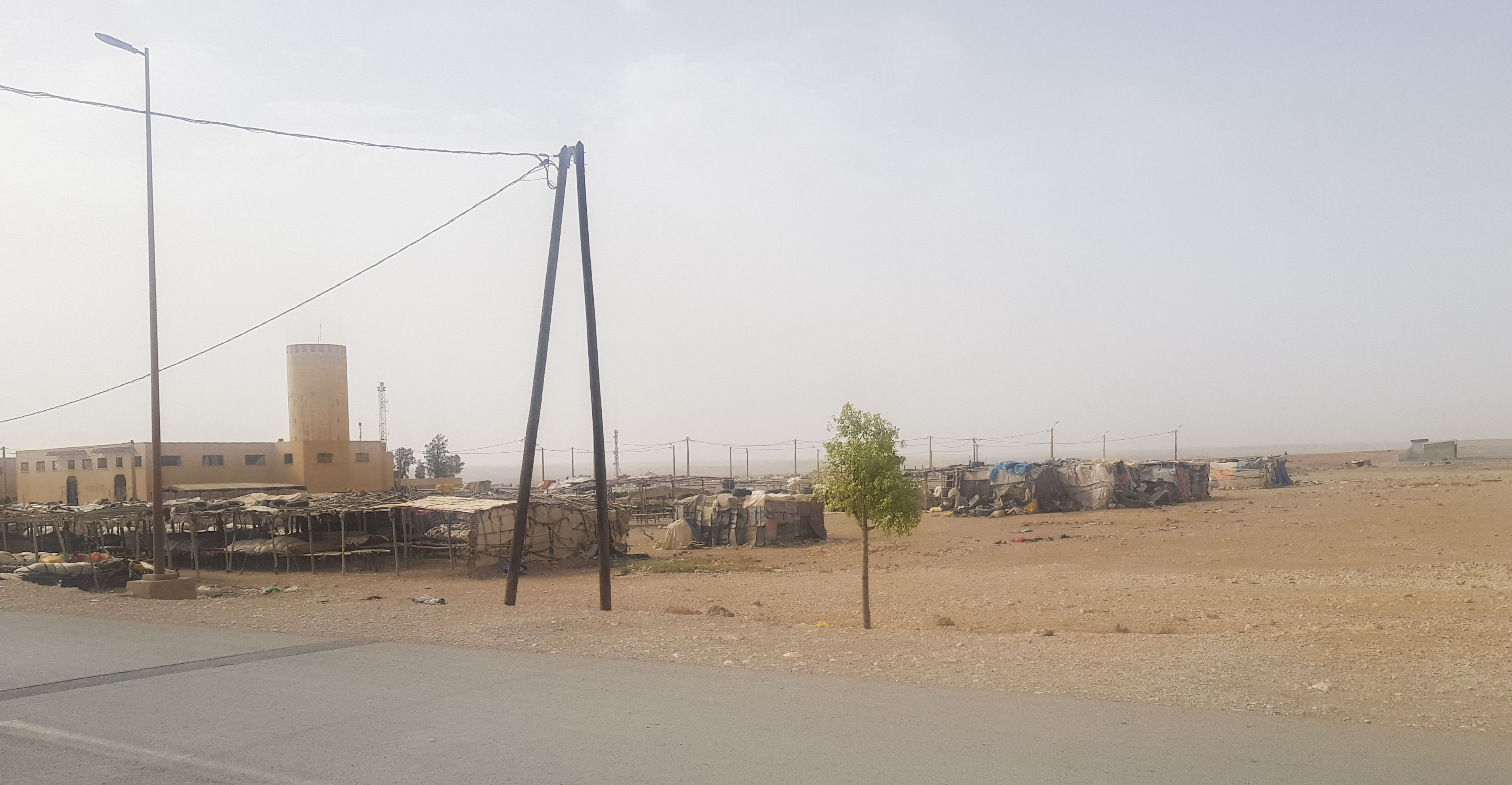
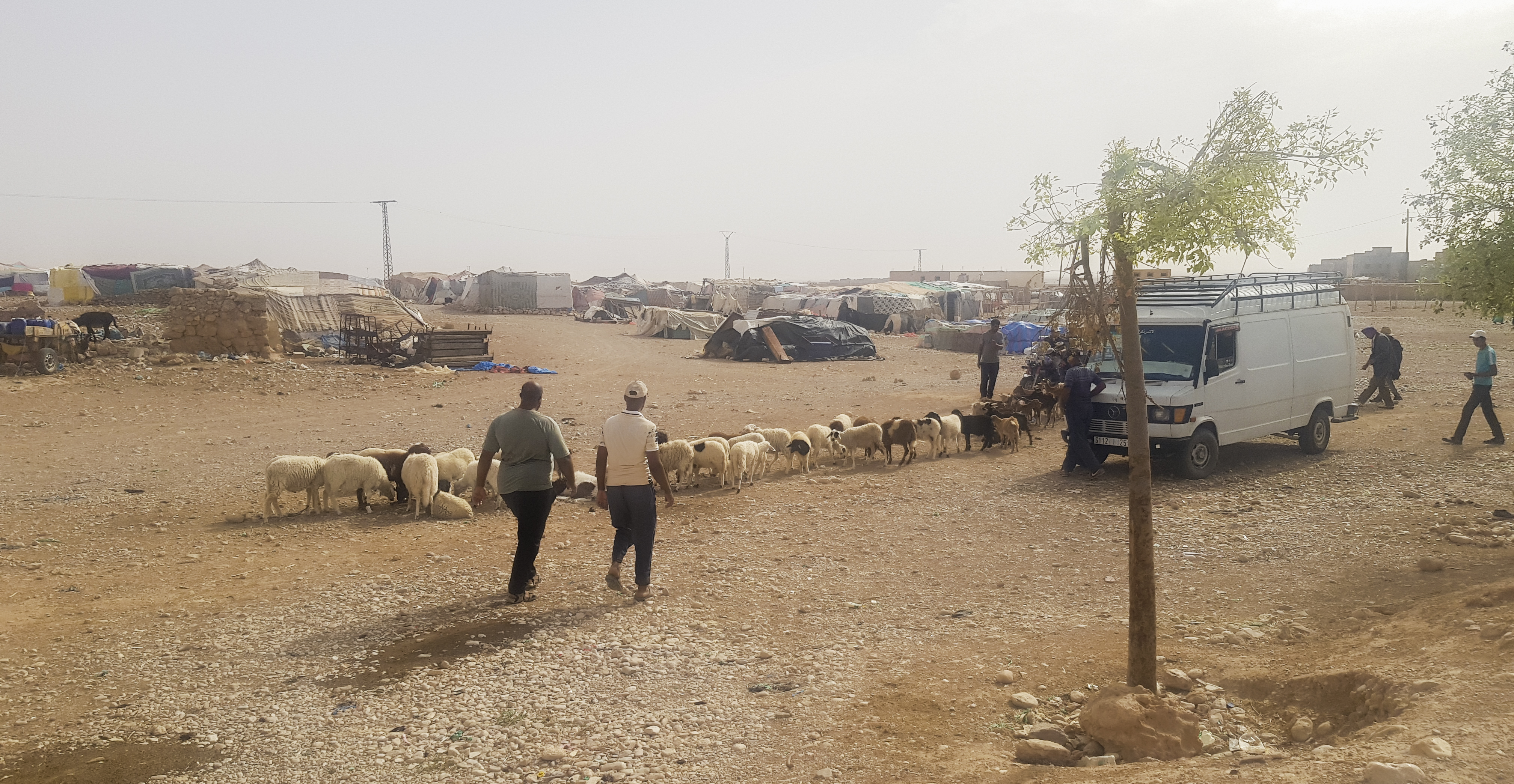

## أنظر أيضا
- إقليم بولمان

## مواقع خارجية
- الموقع الرسمي لجماعة ميسور